# Patrick Desmure
Patrick Desmure, né le 7 juillet 1949 à Lyon est un magistrat français.

## Biographie
Patrick Desmure naît à Lyon le 7 juillet 1949. Il commence sa carrière en 1979 à Clermont-Ferrand. Il traite de l'affaire de la caisse noire de l'AS Saint-Étienne. Il est juge d'instruction à Lyon à partir de 1981, jusqu'en 1986 ; il devient premier substitut à cette date, et le demeure jusqu'en 1990.
Il est nommé juge à Versailles en 1990. Il devient juge d'instruction à Nanterre en 1992. Il est chargé de l'affaire des emplois fictifs de la mairie de Paris, qui fut à l'origine de la condamnation d'Alain Juppé. L'instruction fut ensuite confiée au juge Alain Philibeaux.